# Børge Møller Grimstrup
Børge Møller Grimstrup, né le 15 février 1906 à Timring et mort le 30 octobre 1972, au Danemark, était un acteur danois.

## Biographie
Børge était à l'origine un producteur de lait jusqu'à ses 40 ans, avant de commencer sa carrière cinématographique. Il a étudié à l'école d'art dramatique Eyvind Johan-Svendsens, et s'est produit dans plusieurs théâtres en province et à Copenhague,.

## Filmographie sélective
- 1947 : My name is Petersen
- 1949 : For frihed og ret
- 1950 : Smedestræde 4
- 1954 : Det er så yndigt at følges ad
- 1955 : Ild og jord
- 1956 : Far til fire i byen
- 1956 : Flintersønnerne
- 1958 : Over alle grænser
- 1959 : Charles tante
- 1960 : Tro håb og troddom
- 1961 : Landsbylægen
- 1961 : Komtessen
- 1961 : Reptilicus
- 1964 : Når enden er go
- 1964 : Don Olsen kommer til byen
- 1965 : Mor bag rattet
- 1965 : Hold da helt ferie
- 1968 : Det er så synd for farmand
- 1972 : Olsen-bandens store kup